# Пірантел
Пірантел — синтетичний протигельмінтний препарат, що є похідним тетрагідропірімідину, для приймання всередину.

## Фармакологічні властивості
Пірантел — синтетичний протигельмінтний препарат, що є похідним тетрагідропірімідину, вузького спектру дії. Антигельмінтна дія препарату зумовлена антихолінестеразною дією, що приводить до нервово-м'язової блокади і спастичного паралічу м'язів як у зрілих паразитів, так і личинок. До пірантелу чутливі виключно деякі нематоди: аскариди, гострики, Trichocephalus trichiurus, Ancylostoma duodenale, Necator americanus, Strongyloides stercoralis.

### Фармакокінетика
Пірантел погано всмоктується при прийомі всередину, біодоступність препарату становить в середньому 3,5 %. Максимальна концентрація в крові досягається протягом 1-3 годин. Невідомо, чи пірантел проникає через плацентарний бар'єр. Препарат виділяється в грудне молоко. Метаболізується препарат у незначній кількості в печінці з утворенням неактивних метаболітів. Виводиться пірантел з організму переважно з калом в незміненому вигляді (93 %), а також частково нирками (~7 %). Період напіввиведення препарату не досліджений.

## Показання до застосування
Пірантел показаний при аскаридозі, некаторозі, анкілостомозі, трихоцефальозі, ентеробіозі, стронгілоїдозі.

## Побічна дія
При застосуванні пірантелу можливі наступні побічні ефекти: нечасто нудота, блювання, діарея, біль у животі, спазми в животі, тенезми; рідко головний біль, безсоння, слабкість, запаморочення, сонливість, підвищення рівня активності амінотрансфераз в крові; дуже рідко галюцинації, порушення слуху, парестезії, висипання на шкірі, свербіж шкіри, кропив'янка.

## Протипокази
Пірантел протипоказаний при підвищеній чутливості до препарату, печінковій недостатності, міастенії, дітям до 6 місяців. З обережністю застосовують препарат при вагітності. Під час застосування пірантелу рекомендовано припинити годування грудьми.

## Форми випуску
Пірантел випускають у вигляді таблеток по 0,125 та 0,25 г, а також суспензії для прийому всередину по 15 мл.

## Застосування у ветеринарії
Пірантел застосовується для лікування нематодозів у котів. Для ветеринарного застосування випускається у вигляді 9,3 % пасти для перорального застосування.